# SuperBrawl III
SuperBrawl III si svolse il 21 febbraio 1993 presso l'Asheville Civic Center di Asheville, Carolina del Nord. Si trattò della terza edizione dell'evento di wrestling in pay-per-view della serie SuperBrawl prodotto dalla World Championship Wrestling.
Il main event dello show fu il White Castle of Fear Strap match che vide contrapposti Big Van Vader e Sting. Il titolo WCW World Heavyweight Championship detenuto da Vader non era in palio in quanto il match non era stato ufficialmente autorizzato (kayfabe) dalla WCW. Questa edizione di SuperBrawl vide il ritorno in WCW di Ric Flair dopo il periodo trascorso nella WWF, ed il debutto di Davey Boy Smith nella federazione.

## Risultati
| N. | Match | Stipulazione                                                   | Durata |
| -- | --- | -------------------------------------------------------------- | ------ |
| 1  | The Hollywood Blonds (Brian Pillman & Steve Austin) sconfiggono Erik Watts & Marcus Bagwell                                            | Tag team match                                                 | 07:36  |
| 2  | 2 Cold Scorpio sconfigge Chris Benoit                                                                                                  | Single match                                                   | 19:59  |
| 3  | Davey Boy Smith sconfigge Bill Irwin                                                                                                   | Single match                                                   | 05:49  |
| 4  | Cactus Jack sconfigge Paul Orndorff | Falls Count Anywhere match                                     | 12:17  |
| 5  | The Rock 'n' Roll Express (Ricky Morton & Robert Gibson) sconfiggono The Heavenly Bodies (Tom Prichard & Stan Lane) (con Jim Cornette) | Tag team match                                                 | 12:52  |
| 6  | Dustin Rhodes (c) sconfigge Maxx Payne per squalifica                                                                                  | Single match per il WCW United States Heavyweight Championship | 11:28  |
| 7  | Barry Windham sconfigge The Great Muta (c)                                                                                             | Single match per il NWA World Heavyweight Championship         | 24:10  |
| 8  | Big Van Vader (con Harley Race) sconfigge Sting                                                                                        | White Castle of Fear Strap match                               | 20:54  |